# Mamkha
Mamkha – gaun wikas samiti we wschodniej części Nepalu w strefie Sagarmatha w dystrykcie Okhaldhunga. Według nepalskiego spisu powszechnego z 2001 roku liczył on 699 gospodarstw domowych i 3580 mieszkańców (1880 kobiet i 1700 mężczyzn).